# سریی لیاخوویچ
سریی لیاخوویچ (روسی: Серге́й Петро́вич Ляхо́вич؛ زادهٔ ۲۹ مهٔ ۱۹۷۶) بوکسور اهل بلاروس است.